# Isábena
Isábena (Isàvena en catalán ribagorzano) es un municipio de Ribagorza, provincia de Huesca, Aragón, España. La capital del municipio es La Puebla de Roda. Comprende varios núcleos de población situados en el valle del río Isábena.

## Topónimo
El municipio de Isábena (Isàvena en catalán ribagorzano) recibe su nombre del río Ésera, concretamente de su principal afluente conocido como río Isábena, donde linguísticamente, este valle delimita la transición entre el Ribagorzano Occidental (sistema lingüístico aragonés) y el Oriental (sistema lingüístico catalán).

## Geografía
Isábena pertenece a la comarca de Ribagorza. Emplazado en el barranco del valle de Isábena, su término municipal es atravesado por el río homónimo.

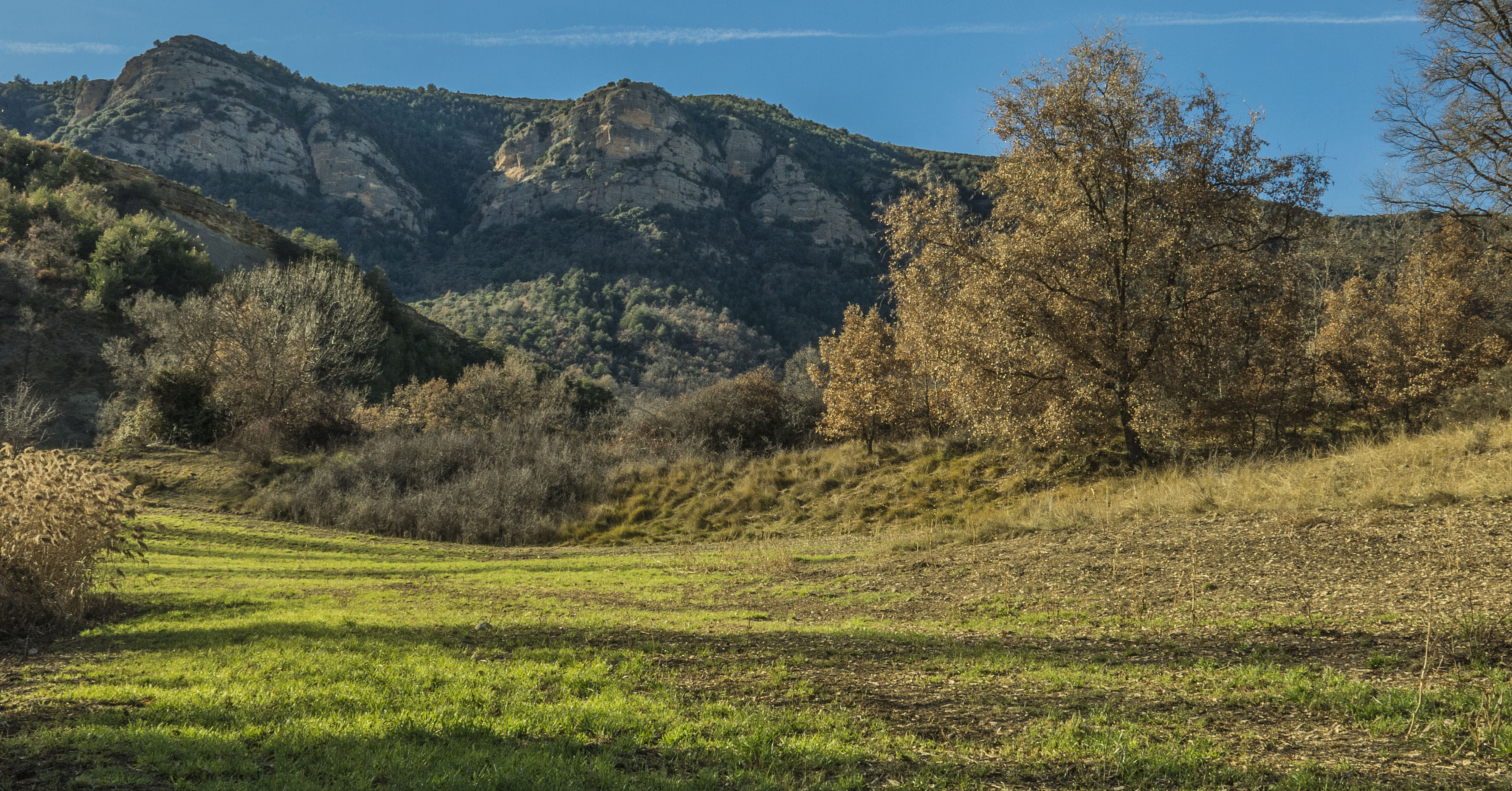
Sierra de Esdolomada
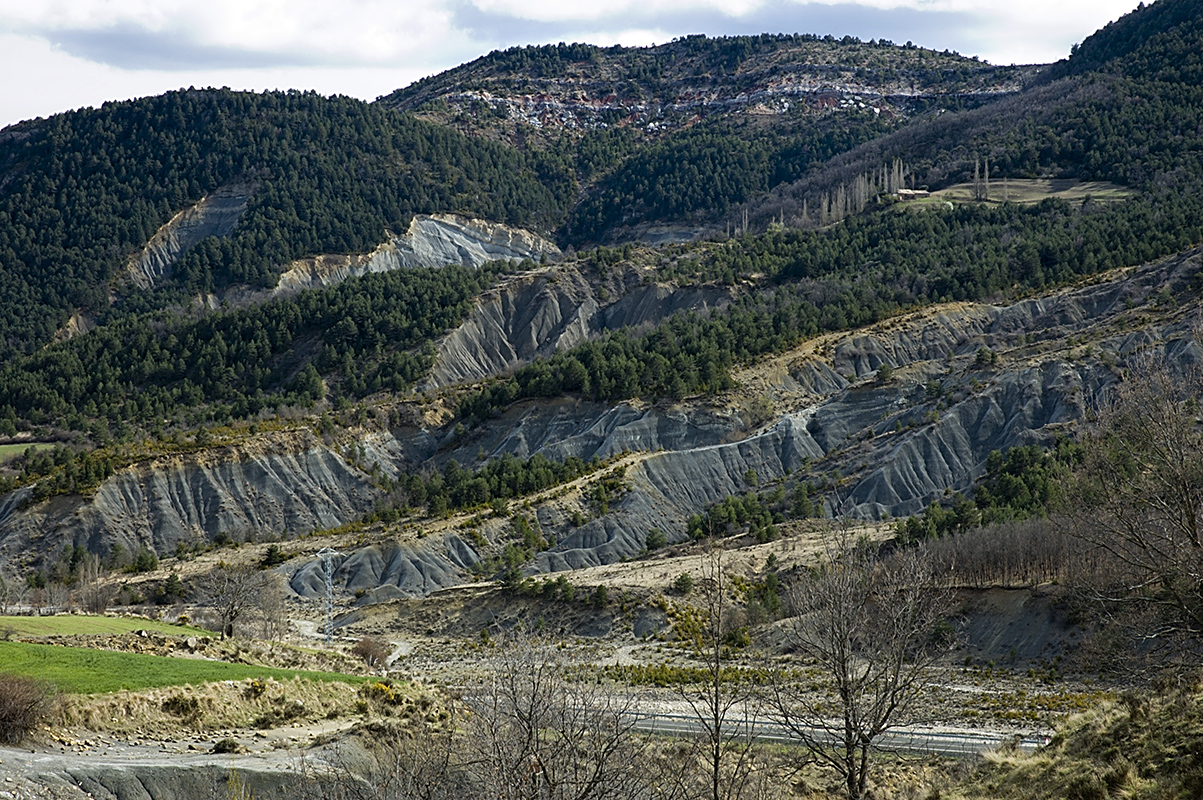
Sierra del Chordal
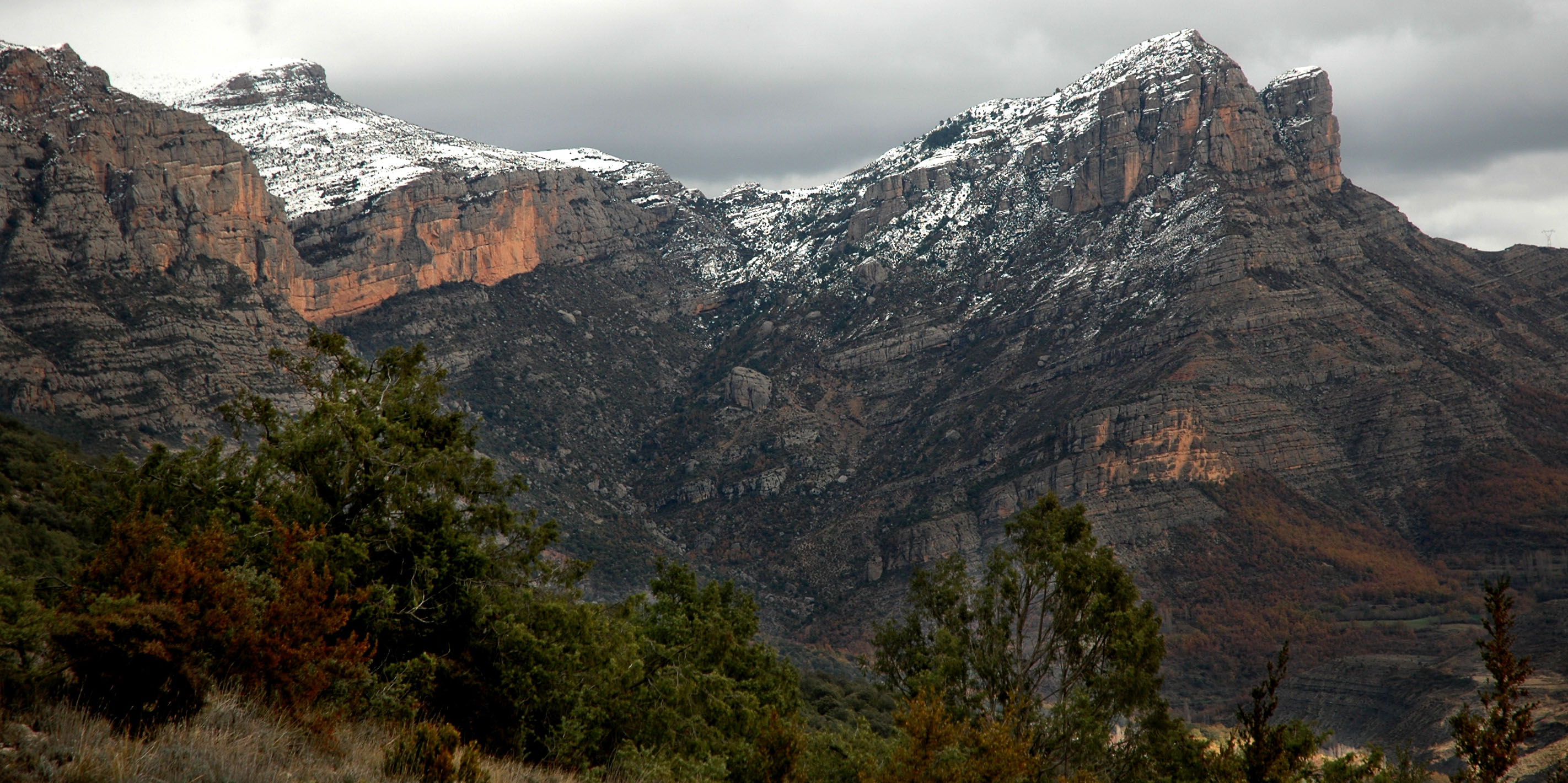
Sierra de Sis

### Núcleos de población del municipio
- Esdolomada
- La Puebla de Roda (capital del municipio)
- Merli
- Mont de Roda
- Nocellas
- Roda de Isábena
- San Esteban del Mall
- Serraduy

## Historia
En 1964, los municipios de la Puebla de Roda y Roda de Isábena se fusionan, creando con ello el nuevo municipio de Isábena. Además, en 1966 se incorpora una parte del antiguo municipio de Merli, (Esdolomada, Merli, y Nocellas), y en 1970 también se incorpora San Esteban del Mall junto con la incorporación de Serraduy en 1977.

## Demografía
Isábena cuenta con una población de 237 habitantes (INE 2024).
| Gráfica de evolución demográfica de Isábena entre 1970 y 2021 |
| |
| Población de derecho según los censos de población del INE Población de hecho según los censos de población del INEEntre el censo de 1970 y el anterior, aparece este municipio porque se fusiona una parte de Merli con los municipios La Puebla de Roda y Roda de Isábena Entre el censo de 1981 y el anterior, crece el término del municipio porque incorpora a Serraduy |

| 787 | 708 | 374 | 257 | 254 | 305 | 247 |

## Administración y política
| Período   | Alcalde                     | Partido |  |
| --------- | --------------------------- | ------- |  |
| 1979-1983 | José Fillat Barrabés        | UCD     |  |
| 1983-1987 |                             |         |  |
| 1987-1991 |                             |         |  |
| 1991-1995 |                             |         |  |
| 1995-1999 |                             |         |  |
| 1999-2003 |                             |         |  |
| 2003-2007 |                             |         |  |
| 2007-2011 | Alberto Lamora Minchot      | PP      |  |
| 2011-2015 | José Alfonso Nasarre Alamán | PP      |  |
| 2015-2019 | José Alfonso Nasarre Alamán | PP      |  |

| Partido político    | Partido político                                   | 2003   | 2007   | 2011   | 2015   |
| Partido político    | Partido político                                   | Ediles | Ediles | Ediles | Ediles |
|                     | Partido Popular de Aragón (PP)                     | 4      | 4      | 4      | 5      |
|                     | Partido de los Socialistas de Aragón (PSOE-Aragón) | 3      | 3      | 2      | 1      |
|                     | Partido Aragonés (PAR)                             | —      | —      | 1      | 1      |
| Total de concejales | Total de concejales                                | 7      | 7      | 7      | 7      |